# Аринині Ляди
Аринині Ляди (рос. Аринины Ляды) — селище в Климівському районі Брянської області Російської Федерації.
Населення становить 1 особу. Входить до складу муніципального утворення Лакомобудське сільське поселення.

## Історія
Населений пункт розташований у межах українського етно-культурного регіону Стародубщини.
Від 2005 року входить до складу муніципального утворення Лакомобудське сільське поселення.

## Населення
| 2010 | 2013 |
| ---- | ---- |
| 1    | →1   |